# Corrientes (provins)
 For alternative betydninger, se Corrientes (flertydig). (Se også artikler, som begynder med Corrientes)
Provinsen Corrientes (spansk: Provincia de Corrientes; guaraní: Taragui Tetãmini) er en provins i det nordøstlige Argentina. Provinsen har et areal på 88.199 km2
og et befolkningstal på ca. 1.212.696 (2022) indbyggere. Den grænser til Paraguay, Misiones, Brasilien, Entre Ríos, Santa Fe og Chaco. Hovedstaden er byen Corrientes. 
Provinsen er bl.a. kendt for sin smukke natur. 